# Stazione meteorologica di Caltanissetta
La stazione meteorologica di Caltanissetta è la stazione meteorologica di riferimento relativa alla città di Caltanissetta.

## Coordinate geografiche
La stazione meteo si trova nell'Italia insulare, in Sicilia, nel comune di Caltanissetta, a 570 metri s.l.m. e alle coordinate geografiche 37°29′N 14°04′E.

## Dati climatologici
In base alla media trentennale di riferimento 1961-1990, la temperatura media del mese più freddo, gennaio, si attesta a +7,2 °C; quella dei mesi più caldi, luglio e agosto, è di +24,6 °C.
| Caltanissetta      | Mesi | Mesi | Mesi | Mesi | Mesi | Mesi | Mesi | Mesi | Mesi | Mesi | Mesi | Mesi | Stagioni | Stagioni | Stagioni | Stagioni | Anno |
| Caltanissetta      | Gen  | Feb  | Mar  | Apr  | Mag  | Giu  | Lug  | Ago  | Set  | Ott  | Nov  | Dic  | Inv      | Pri      | Est      | Aut      | Anno |
| ------------------ | ---- | ---- | ---- | ---- | ---- | ---- | ---- | ---- | ---- | ---- | ---- | ---- | -------- | -------- | -------- | -------- | ---- |
| T. max. media (°C) | 10,5 | 11,5 | 13,9 | 17,2 | 22,5 | 27,8 | 30,7 | 30,6 | 26,9 | 20,8 | 15,7 | 12,2 | 11,4     | 17,9     | 29,7     | 21,1     | 20,0 |
| T. min. media (°C) | 3,9  | 4,0  | 5,2  | 7,4  | 11,3 | 15,9 | 18,5 | 18,6 | 16,1 | 12,5 | 8,6  | 5,8  | 4,6      | 8,0      | 17,7     | 12,4     | 10,7 |